# Eyes Wide Open (album)
Pour les articles homonymes, voir Eyes Wide Open.
Albums de Sabrina Carpenter
EVOLution
(2016)
Singles
1. We'll Be the Stars
Sortie : 13 janvier 2015
2. Eyes Wide Open
Sortie : 7 avril 2015

Eyes Wide Open est le premier album studio de la chanteuse américaine Sabrina Carpenter. Il est sorti le 14 avril 2015 sous le label Hollywood Records. 
Lors de sa sortie aux États-Unis, l'album s'est hissé à la 43e position du Billboard 200. 12 000 copies de l'album ont été vendues lors de la première semaine après sa sortie.

## Critiques et réception
Pour le site Web Headline Planet, Brian Cantor a donné à l’album une critique positive, mettant l’accent sur l’émotion exprimée par la performance de Sabrina Carpenter : « Eyes Wide Open donne à Sabrina Carpenter l'occasion d'établir sa propre identité et de laisser sa propre marque. » Brian Cantor pense que les chansons les plus puissantes vocalement mettent Sabrina Carpenter dans une position d'instabilité, jouant contre ses forces. Il a notamment désigné Eyes Wide Open et We'll Be the Stars comme les chansons plus faibles de l'album, ne mettant pas en valeur le talent et la personnalité de l'artiste.

## Listes des titres
| 1.    | Eyes Wide Open                | - Jerrod Bettis - Audra Mae - Meghan Kabir                           | 3:12 |
| 2.    | Can't Blame a Girl for Trying | - Meghan Trainor - Al Anderson - Chris Gelbuda                       | 2:49 |
| 3.    | The Middle of Starting Over   | - Jim McGorman - Robb Vallier - Michelle Moyer                       | 3:32 |
| 4.    | We'll Be the Stars            | - Skyler Stonestreet - Cameron Walker - Steven Solomon               | 3:06 |
| 5.    | Two Young Hearts              | - Ben Berger - Mae - Ryan McMahon                                    | 3:53 |
| 6.    | Your Love's Like              | - Matthew Tishler - Philip Bentley - Lindsey Lee - Sabrina Carpenter | 3:29 |
| 7.    | Too Young                     | - Carpenter - Jon Ingoldsby                                          | 4:14 |
| 8.    | Seamless                      | - Carpenter - Jon Levine - Chelsea Lena                              | 3:06 |
| 9.    | Right Now                     | - Carpenter - Jordan Higgins - Lindsay Rush                          | 3:35 |
| 10.   | Darling I'm a Mess            | - Trainor - Lily Harrington                                          | 2:59 |
| 11.   | White Flag                    | - Cara Salimando - Scott Harris - Matt Squire                        | 3:18 |
| 12.   | Best Thing I Got              | - John Gordon - Julie Frost                                          | 3:19 |
| 40:32 |                               |                                                                      |      |

## Classement
| Chats (2015)                   | Meilleure position |
| ------------------------------ | ------------------ |
| US Billboard 200               | 43                 |
| US Top Album Sales (Billboard) | 31                 |